# Марія Фредеріка Гессен-Кассельська (1804—1888)
Марі́я Фредері́ка Вільгельмі́на Крісті́на Ге́ссен-Ка́ссельська (нім. Marie Friederike Wilhelmine Christine von Hessen-Kassel), (нар. 6 вересня 1804 — пом. 1 січня 1888) — принцеса Гессен-Кассельська, донька ландграфа Гессен-Касселя Вільгельма II та прусської принцеси Августи, дружина герцога Саксен-Мейнінгену Бернхарда II.

## Біографія
Марія Фредеріка народилася 6 вересня 1804 року у Касселі п'ятою дитиною та третьою донькою в родині принца Гессенського Вільгельма та його першої дружини Августи Прусської. Мала старшу сестру Кароліну та брата Фрідріха Вільгельма. Інші діти померли до її народження.
Гессен-Кассель за рік до її народження був перетворений на курфюрство Священної Римської імперії під назвою Курфюрство Гессен. Правив ним дід Марії Фредеріки — Вільгельм I, який продовжував дотримуватися позицій князівського абсолютизму.
У 1806 році Гессен був зайнятий французькими військами, і князівська родина виїхала за його межі. Звільнили країну лише у 1813.
У 1815-му шлюб батьків Марії Фредеріки розпався. Батько ще у вигнанні завів коханку Емілію Ортлепп, яка народила від нього двох дітей, і представив її двору. Згодом така його поведінка сприятиме розвитку народних заворушень у 1830 році. Матір оселилася у палаці Шенфельд поблизу Касселя. Брат став на сторону матері. 
У 1821-му батько став правлячим курфюрстом Гессена.

У 1822 Марія Фредеріка, за ініціативою подруги матері, Шарлотти Аврори де Геєр, розглядалася як одна із можливих наречених для кронпринца Швеції Оскара.

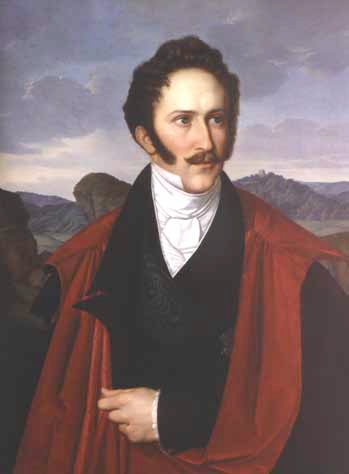
Портрет Бернхарда II, близько 1840-х

У віці 20 років Марія Фредеріка взяла шлюб із 24-річним герцогом Саксен-Мейнінгену Бернхардом II. Про заручини оголосили 17 грудня 1824. Весілля відбулося 23 березня 1825 у Касселі. У шлюбі народила двох дітей. Літньою резиденцією родини служив замок Альтенштейн поблизу Айзенаха в Тюрингії.
Бернхард виявився доброю сімейною людиною, чуйним чоловіком та батьком, доки йому корилися. Внаслідок Австро-прусської війни він був змушений у 1866 році зректися трону на користь сина. Залишок життя провів як приватна особа. Їхній шлюб тривав 57 років до самої смерті чоловіка у грудні 1882-го.
Марії Фредеріки не стало 1 січня 1888. Похована на парковому цвинтарі Майнінгена поруч із чоловіком.

## Родина
Чоловік — Бернхард II (герцог Саксен-Майнінгенський)
Дітиː
- Георг (1826—1914) — наступний герцог Саксен-Мейнінгену у 1866—1914 роках, був тричі одруженим, мав сімох дітей;
- Августа (1843—1919) — дружина принца Моріца Саксен-Альтенбурзького, мала п'ятеро дітей.